# Idioma caranqui
El caranqui o cara es una lengua indígena extinta que se habló en Ecuador. La lengua está poco documentada aunque existe cierta evidencia de que podría ser parte de la familia lingüística barbacoana. Los miembros de la etnia cara, ahora hablan quechua de Imbabura y español.

## Aspectos históricos, sociales y culturales

### Distribución
El territorio de los cara o caranquis se extendía desde el valle de los ríos Mira y Chora hasta la ciudad de Quito. Cubriendo la región andina situada en la provincia de Imbabura y el norte de la provincia de Pichincha. Algunas localidades importantes de esta región son Otavalo, Cayambe e Ibarra (Carangue). 
Un estudio de los topónimos locales y los apellidos de esta región, de Salomon y Grosboll (1986) mostró que el área lingüística del caranqui podría haber llegado hasta las afueras del norte de Quito, donde empezaba el dominio lingüístico del panzaleo. Actualmente la región está habitada por descendientes de los cara que hablan quechua de Imbabura. En la región la cultura indígena tiene mucho arraigo y es una región próspera.

### Historia
El idioma cara podría haber estado en uso hasta el siglo XVIII, cuando fue totalmente reemplazado por el quechua.

## Descripción lingüística
Las evidencias del idioma cara se conservan en las características del tipo de substrato encontrado en el quechua de Imbabura, como el uso de la una fricativa labial /f/ para el fonema protoquechua /*pʰ/.
Los topónimos tienen un conjunto de terminaciones y raíces características, así como los apellidos familiares de muchas personas mencionadas en documentos coloniales, son otra fuente de evidencia del idioma cara y permiten una aproximación a parte de su léxico y a su fonología. Algunas terminaciones típicas como -mued, -pud también se encuentran en pasto, lo cual sugiere que puede haber existido un parentesco con las lenguas barbacoanas. Los nombres de río o hidrónimos  acabados en -pí/-bí (Calapí, Chulxabí) también apuntan al parentesco con el barbacoano, ya que dicha terminación se relaciona con los términos barbacoanas para 'agua' o 'río'. Paz y Miño (1941) propone que el cara estaría relacionado con el tsafiki.
Entre las terminaciones más frecuentes de topónimos están -quí (comparable al pasto -quer) que se da en Cochasquí, Pomasquí y Tuntaquí. Caillavet también identifica formantes toponímicos como -puela/-buela 'campo', -pigal 'cresta de tierra' y -yasel 'montículo artificial (localmente llamados tola)'. Otro elemento recurrente en los nombres familiares es ango interpretado como 'señor', se encuentra en nombres del siglo XVI como el cacique de Otavalo, Otavalango aunque también aparece aisladamente. Sin embargo, hay pocas palabras del cara cuyo significado se conozca con certeza; uno de los pocos casos es -piro/-biro, identificado como 'lago' o 'estanque' en las Relaciones geográficas, que se encuentra en los topónimos Pimampiro y Tumbabiro.

## Principales prefijos y sufijos
El idioma cara se caracteriza por la presencia de muchos sufijos tanto en topónimos como en apellidos, que muchas veces referían a lugares. Los principales son:
- Imba: Imbabuela, Imbabura, Imbacucha
- Cachi/gachi: Cotacachi, Tocachi, Tupigachi, Perugachi, Itulcachi, Oyacachi, Paragachi, Perugache, Tucalcachi.
- Pi/vi: Ajaví, Alambi, Ambí, Anrabí, Asabí, Calabí, Cachabí, Cayambi, Cuturibí, Chichibí, Curuví, Chapi, Chorlaví, Gualabí, Guambi, Itambí, Mindubí, Pastabí, Pantabí, Perlabí, Pichambí.
- Biro/piro: Ambubiro, Chachimbiro, Pimampiro, Putapiro, Tabiro, Tumbabiro, Urgachinbiro
- Puela/buela: Ajumbuela, Alobuela, Arabuela, Anrabuela, Apuela, Carabuela, Caribuela, Carpuela, Cubimbuela, Congalpuela, Culumbuela, Guayubuela, Imbabuela, Itubuela, Itugarabuela, Mollebuela, Matabuela, Mitababuela, Narchibuela, Natabuela, Paltabuela, Peribuela, Pilchibuela, Pirugachibuela, Puchambuela, Puchimbuela, Puchinbuela, Quinchibuela, Quitobuela, Tababuela, Tatabuela, Tababela, Tilimbuela, Tutumbuela, Utubuela, Yalambuela, Yrubipuela, Yturgabuela.
- Puru/buro: Aloburo, Aluburo, Anraburo, Añaburo, Camburo, Caraburo, Cayamburo, Cuniburo, Gualinburo, Gualapuro, Iraburo, Ninanburo, Payaburo, Quitoburo, Tuchinburo, Yamburo.
- Qui/gui: Ambuquí, Araquí, Cachanqui, Cahuasquí, Caluquí, Caranqui, Caraqui, Cochasquí, Imbaquí, Inrraquí, Malchinguí, Picalquí, Pumaquí, Pusuquí, Quinchuquí, Quisiquí, Sangolquí, Tontaquí, Yaruquí, Urcuquí.
- Ango: Anrango, Andrango, Cacuango, Farinango, Matango, Otavalango, Ulcuango.